# تيزوس
تيزوس (بالإنجليزية: Tezos) هي شبكة بلوكشين لامركزية ومفتوحة المصدر وقابلة للتحديث الذاتي.
تعمل شبكة تيزوس بشكل أساسي من خلال آلية إثبات الحصة بدلاً من آلية إثبات العمل المستخدمة في شبكات البلوكشين الأخرى مثل بيتكوين. لا تسيطر أي جهة واحدة على شبكة تيزوس، بل يديرها مجتمع من المستخدمين حول العالم. وهذا يجعلها أكثر مقاومة للرقابة والهجمات. يمكن تحديث شبكة تيزوس دون الحاجة إلى انقسام حاد (hard fork)، مما يسمح لها بالتطور والتكيف مع التقنيات والمتطلبات الجديدة.

## وصلات خارجية
- الموقع الرسمي